# استثمار أجنبي مباشر
الاستثمار الأجنبي المباشر (بالإنجليزية: Foreign Direct Investment)‏ (بالفرنسية: Investissement direct à l'étranger)‏ يقصد بالإستثمار الأجنبي المباشر تحركات رؤوس الأموال الدولية التي تسعى لإنشاء أو تطوير أو الحفاظ على شركات أخرى تابعة أجنبية و(أو) ممارسة السيطرة (أو تأثير كبير) على إدارة الشركة الأجنبية.

## أنواع الاستثمار الأجنبي المباشر

### من ناحية الشكل
كبناء شبكة من الشركات التابعة في الخارج، ويجوز للمستثمر إما :
إنشاء جديد كليا، مع تثبيت إنتاج جديدة وتعيين موظفين جدد. وهذا ما يسمى إنشاء الاستثمار الأجنبي المباشر
الحصول على كيان أجنبي موجود مسبقا عن طريق الاستحواذ أو نقل الملكية أو في الاندماج والشراء عبر الحدود.

### من الناحية الاستراتيجية
الاستثمار الأجنبي المباشر الأفقي: وهو الاستثمار في جميع الفروع التي تنتج سلعا مماثلة للشركة الأم. هذا النوع من الاستثمار الأجنبي المباشر لتسهيل وصول المستثمرين إلى الأسواق الخارجية أو للتغلب على بعض العوامل (كالحواجز الجمركية، وتكاليف النقل) التي تؤثر على القدرة التنافسية للصادرات، والمستثمرين يفضلون تكرار جميع مراحل الإنتاج في الموقع المستهدف.
الاستثمار الأجنبي المباشر الرأسي أو العمودي: وهو الاستثمار في مختلف مراحل تصميم وإنتاج وتسويق منتجاتها من خلال تنفيذ الإنتاج في دول مختلفة وبواسطة شركات تابعة. وذلك من أجل للاستفادة من الفروق في تكاليف عوامل الإنتاج بين البلدان.

عندما تكون الأنشطة ذات القيمة المضافة للشركة الأم مطبقة مرحلة بمرحلة بطريقة عمودية في البلد المضيف يكون الاستثمار عموديا.
.

## محددات الاستثمار الأجنبي المباشر
تمثل مجمل الظروف والأوضاع الاقتصادية والسياسية والاجتماعية والمؤسساتية والإجرائية التي يمكن أن تؤثر على فرص نجاح المشروع الاستثماري في دولة معينة، أو القرار التي تأخذه شركة أو شخص ما بالاستثمار.

وبشكل عام تعتبر محدادات الاستثمار عناصر متداخلة تؤثر ببعضها البعض ومعظمها عناصر متغيرة يخلق تفاعلها أوضاعا جديدة بمعطيات مختلفة وتستطيع أن نترجم آثارها كعناصر جاذبة أو طاردة للاستثمار .

يمكن تقسيم العوامل المحددة للاستثمار إلى محددات إدارية ومالية وفنية وقانونية.
أمثلة على العوامل المحددة للاستثمار
- سعر الفائدة
- الكفاية الحدية لرأس المال
- درجة المخاطرة
- الاستقرار الاقتصادي والسياسي
- الشفافية
- البنية التحتية

## تأثير الاستثمار الأجنبي المباشر
للاستثمار الأجنبي المباشر تأثير على البلدان المصدرة والبلدان المضيفة. فيما يتعلق بالعمالة والتبادلات التجارية والنمو الاقتصادي.

## ديناميكية الاستثمار الأجنبي المباشر في العالم
الاستثمار الأجنبي المباشر هو مقياس لملكية الأجانب من الأصول الإنتاجية، مثل المصانع والمناجم والأراضي. ويمكن اعتبار الارتفاع بنسب الاستثمارات الاجنبية عالميا كمؤشر لزيادة العولمة الاقتصادية والتكامل أو الاندماج الاقتصادي العالمي. ويمكن ايضا اعتبار الدول الناجحة في جذب الاستثمار الدولي المباشر هو علامة على نجاح الدولة في تسويق نفسها دوليا.

## اقرأ أيضًا
- شركة متعددة الجنسيات
- عولمة
- اقتصاد دولي
- التكامل أو الاندماج الاقتصادي
- شركة تابعة
- منافسة تنظيمية